# 김홍도 필 군선도 병풍
김홍도 필 군선도 병풍(金弘道 筆 群仙圖 屛風)은 조선 후기 화가인 단원 김홍도가 1776년에 그린 도석인물화이다. 도석인물화란 불교나 도교에 관계된 초자연적인 인물상을 표현한 그림이다. 1971년 12월 21일 대한민국의 국보 제139호로 지정되었다. 

## 개요
조선 후기 화가인 단원 김홍도(1745∼?)가 그린 도석인물화이다. 도석인물화란 불교나 도교에 관계된 초자연적인 인물상을 표현한 그림이다. 
이 그림은 원래는 8폭의 연결된 병풍그림이었으나 지금은 8폭이 3개의 족자로 분리되어 있다. 이 그림은 모두 연결한 상태에서 가로 575.8cm, 세로 132.8cm의 크기이며, 그것이 분리된 3개의 족자는 가로 48.8cm, 세로 28cm 내외이다. 종이 바탕에 먹을 주로 사용하고 청색, 갈색, 주홍색 등을 곁들여 채색하였다. 여기서 묘사된 신선들의 명칭을 단정할 수는 없지만 오른쪽에 외뿔소를 타고 도덕경을 들고 있는 노자를 선두로 복숭아를 든 동방삭 등의 신선들과 동자들이 모두 3무리로 나뉘어 있다. 인물들의 시선과 옷자락이 모두 왼쪽을 향하고 있고 그 방향으로 갈수록 인물의 수를 점차 줄어들게 하여 화면의 전개와 보는 이의 시선을 자연스럽게 유도하고 있다. 인물의 윤곽을 굵은 먹선으로 빠르고 활달하게 묘사한 뒤 얼굴과 손, 물건들은 가는 붓으로 섬세하게 처리하여 인물들의 표정을 살렸다.
아무런 배경 없이 인물을 나열한 구성과 감정이 살아 있는 듯한 인물들의 묘사, 그리고 얼굴의 둥근 눈매 등은 그의 풍속인물화에서 많이 볼 수 있는 특징이다. 비록 화본에 따라 그렸으나 호방한 필치로 독특한 인물묘사를 한 작품이다. 이러한 그의 화풍은 후에 김득신, 이명기 등으로 이어져 조선 후기 신선도에 많은 영향을 주었다. 

## 같이 보기
- 김홍도

## 참고 자료
- 김홍도 필 군선도 병풍 - 국가유산청 국가유산포털